# Chill Mafia
Chill Mafia est un groupe espagnol de trap, originaire des quartiers d'Arrotxapea et de Mendillorri, à Pampelune, actif entre 2019 et 2024.

## Histoire
Le style musical du groupe se caractérise par la provocation verbale et l'utilisation de l'Auto-Tune dans l'interprétation des classiques de la musique traditionnelle basque. Ses membres grandissent et commencent à jouer du punk rock, du rap et du trap inspiré par Cecilio G et Yung Beef, ainsi que de tout l'amalgame esthétique et urban qui les entoure.
Le groupe se fait connaître début 2021 avec le clip du morceau Gazte parniaren koplak, une reprise de l'auteur-compositeur-interprète Xabier Lete Bergaretxe, atteignant 100 000 vues sur YouTube en une semaine après sa sortie, soit la moitié de la population enregistrée à Pampelune pour un groupe issu de l'underground le plus absolu. Le morceau est inclus dans l'album Ezorregatik X berpizkundea, sorti en février, avec une couverture qui met en valeur le logo du groupe comme une version graffiti de la calligraphie basque avec le mème They Do not Know en figures géométriques, dans lequel un garçon apparaît dans un coin tenant un verre lors d'une fête, avec une peinture au milieu à la manière de Jorge Oteiza. Chill Mafia collabore également avec le pasteur et chanteur de musique populaire Erramun Martikorena sur le morceau Atzerrian.
En septembre 2024, le groupe sort Agur eta ohore x allá va la despedida, annonçant plus tard que ce serait leur dernière mixtape, car après la fin de la tournée Chill Mafia, il se sépareraient.

## Discographie
- 2019 : Dab de Verdab
- 2019 : Young, Gifted and Basque
- 2020 : Tabako
- 2021 : Ezorregatik X berpizkundea (Oso Polita)
- 2024 : Agur eta ohore x allá va la despedida[7]